# Fimfárum 2
Série
Fimfárum
(2002)
Pour plus de détails, voir Fiche technique et Distribution.
Fimfárum 2 est un film d'animation tchèque avec marionnettes réalisé par  Jan Balej, Aurel Klimt, Břetislav Pojar et Vlasta Pospísilová, sorti en 2006.
Ce long métrage, auquel ont collaboré quatre réalisateurs de générations différentes, constitue une suite du Fimfárum, d'après l'œuvre de Jan Werich, sorti en 2002.

## Synopsis
Quatre contes mettent successivement en scène les frères Marek et Kouba, des bossus de Damas dans une atmosphère orientale, Tom Pouce et enfin trois sœurs dans une histoire d'anneau et de mari dupé.

## Fiche technique
- Réalisation : Jan Balej, Aurel Klimt, Břetislav Pojar et Vlasta Pospísilová
- Scénario : Jan Balej, Aurel Klimt, Jirí Kubícek, Břetislav Pojar, d'après l'œuvre de Jan Werich
- Musique : Miroslav Wanek
- Durée : 90 minutes